# Малък голям човек
„Малък голям човек“ (на английски: Little Big Man) е филм на  режисьора Артър Пен, базиран на романа на Томас Бергер. С участието на носителите на Оскар Дъстин Хофман и Фей Дънауей. През декември 2014 г. той е включен в Националния филмов регистър на САЩ за културно, историческо или естетическо значение.
Тази епична история за Дивия запад ще бъде разказана от главния герой – сто и двадесет годишен мъж (майсторски изпълнен от Хофман), който успяva да оцелее в чудовищната месомелачка, организирана от генерал Джордж Къстър. Той ще разкаже как е бил осиновен от индианците и как е станал приятел на известния стрелец Дивият Бил Хикок.

## Сюжет
121-годишният Джак Краб (Дъстин Хофман) разказва на любопитен историк за живота си.
Младият Джак и по-голямата му сестра Каролайн успяват да оцелеят след клането на техния фургон от племето Поуни. Те са намерени от шайенски войн и отведени в неговото село. През нощта Каролайн бяга оттам, но Джак остава – и израства под егидата на лидера Стария Кожен Вигвам (главен Дан Джордж). Животът му върви перфектно, въпреки че той си създава враг под формата на връстника с прякор Младата мечка. Заради дребния си ръст и мъжественост Джак носи прякора Little Big Man. По време на една битка Джак е заловен от американската кавалерия и по този начин се връща при белите хора. Той е взет под настойничеството на преподобния Пендрейк и съпругата му Луиз (Фей Дънауей). Скоро Джак започва да се интересува от Луиз, но не може да свърже нейното благочестие и благородство, от една страна, и нейната похот и лицемерие, от друга, и напуска къщата им.
Джак става помощник на измамния търговец Мериуедър (Мартин Балсам). Заедно те мамят хората, като правят шоу и ги убеждават да купуват уж лечебни продукти. Когато една вечер тълпа идва да ги избие, Джак разпознава един от посетителите като сестра си Каролайн и се събира отново с нея. Каролина, в нейния образ, се опитва да го направи стрелец – и се оказва, че той е отличен стрелец. Той става уважаван човек. Един ден той среща дивия Бил Хикок, който харесва младия мъж. Когато Хикок убива мъж при самозащита, Джак внезапно се разочарова от стрелбата, което кара Каролайн да го напусне.
Джак решава да отвори магазин и се жени за шведка на име Олга. Скоро обаче се оказва, че бизнес партньорът на Джак е крадец и той трябва да затвори бизнеса. Полковник Джордж Армстронг Къстър (Ричард Мълиган) , който се намира наблизо, предлага на двойката ново начало на запад. Джак се съгласява, но по време на пътуването техният дилижанс е нападнат от шайените и Олга е отвлечена. В безполезен опит да намери Олга, той се събира отново с главния старец на Вигвам, който е много щастлив от завръщането на Джак в племето. Той научава, че младата мечка се е превърнала във войн, който прави всичко наобратно. След кратък престой при племето Джак се връща да търси Олга.
Надявайки се да получи информация за местонахождението на Олга, той се присъединява към кавалерийския полк на Къстър. Джак участва в битката срещу шайените. Когато войниците започват да унищожават жените и децата, Джак се ядосва и напада войниците. В близката гора Джак намира шайенка с прякор Съншайн, която ражда дете. Той спасява Джой от войниците и се връща в племето на вождя, Стария Кожен Вигвам. Джой става негова съпруга и му ражда син. Джак среща Младата мечка, която отново е променила начина си на живот: той вече не прави всичко по обратния начин, сега той е съпругът на бившата жена на Джак. Олга не разпознава веднага Джак и Джак не се опитва да й напомни за миналото им.
Една зима полкът на Къстър прави изненадваща атака срещу лагер на шайените на река Уашита. Джак успява да спаси слепия и възрастен лидер Стария Кожен Вигвам, но войниците убиват Джой и детето, както и трите й сестри, които са живели с Джак. Джак успява да проникне в кръга на генерал Къстър, за да му отмъсти. Но когато вечерта идва в палатката на генерала с нож, той разбира, че не може да го направи, поради което е осмиван от генерала, който му оставя своя „жалък живот“. Разбитият Джак се превръща в градския пияница. Един ден дивият Бил Хикок се натъква на него и дава на Джак пари, за да се върне в човешка форма. Когато Джак се връща в бара, Хикок е убит и преди да умре, той моли Джак да му изпълни едно желание: да помогне на вдовицата, с която е имал връзка. Джак отива да види вдовицата, проститутка, и открива, че тя е г-жа Луиз Пендрейк. Джак дава пари на Луиз, за да започне нов живот във Вашингтон.
Джак става ловец-отшелник. Един ден той намира своя капан с издъвкана вълча лапа и „нещо се обръща в него“. Той решава да се самоубие. Стоейки на скала, той се готви да скочи, когато изведнъж чува слаба музика от маршируващите войски на генерал Къстър. Джак решава да му отмъсти, но все още не знае как да го направи. Къстър приема Джак за разузнавач, надявайки се, че всичко, което казва, ще бъде лъжа и по този начин генералът ще трябва да направи обратното. Джак води войските в капан на Малкия Бигхорн. Преди атаката Джак искрено казва на Къстър мнението си, че войските му ще бъдат победени. Къстър обаче не му вярва и изпраща войниците си на смърт. По време на яростна битка Кастър решава да убие Джак и насочва пистолета си към него, но няма време да стреля, тъй като получава 2 стрели в гърба. Това прави Младата мечка. Той вдига ранения, в безсъзнание Джак и го отвежда при шефа на Стария Кожен Вигвам.
Когато Джак идва на себе си, той научава, че лидерът решава да умре. Той придружава стареца до хълма, където произнася предсмъртната си реч и ляга, готов да умре. Смъртта обаче не идва при стария лидер. Вместо това започва да вали. Шефът въздъхва и казва: „Понякога магията работи, а понякога не“ и те се връщат в хижата да ядат.
Старият Джак Краб внезапно прекъсва разказа си и казва на историка да се махне. Филмът завършва с Джак, гледащ тъжно в космоса. 

## Актьорски състав
- Дъстин Хофман като Джак Краб
- Фей Дънауей – г-жа Пендрейк
- Мартин Болсам – господин Мериуезер
- Дан Джордж – Вождът Стария Кожен Вигвам
- Ричард Мълиган – генерал Джордж Армстронг Къстър
- Джеф Кори – Дивият Бил Хикок
- Ейми Екълс – Радост
- Кели Джийн Питърс – Олга Краб
- Карол Андроски като Каролайн Краб
- Уилям Хики – историк